# Los anormales
 (novembre 2018).
Si vous disposez d'ouvrages ou d'articles de référence ou si vous connaissez des sites web de qualité traitant du thème abordé ici, merci de compléter l'article en donnant les références utiles à sa vérifiabilité et en les liant à la section « Notes et références ».
Albums de Héctor "El Bambino"
et divers artistes
A la Reconquista
(2002) Sangre Nueva
(2005)
Los anormales (de son nom complet Hector "El Bambino" presenta: Los Anormales) est une compilation produite par le chanteur et producteur portoricain de reggaeton Héctor "El Bambino" (également connu sous le nom Héctor "El Father"), sortie en décembre 2004.
Publiée sous le propre label d'Hector, Gold Star Music, elle regroupe des collaborations d'importants artistes du reggaeton tels que Daddy Yankee, Don Omar, Trebol Clan (en), Divino (es), Angel y Khriz, Zion et le duo Alexis y Fido.
En mars 2005, Los anormales obtient la certification disque de platine aux États-Unis, délivrée par la Recording Industry Association of America (RIAA), pour des ventes d'au moins 60 000 exemplaires.

## Liste des titres
| 1.    | Intro - Los anormales (Produit par Nely)                                     | Hector "El Bambino"         | 0:36 |
| 2.    | Noche de terror (Produit par Luny Tunes et Nely "El Arma Secreta")           | Héctor y Tito               | 3:29 |
| 3.    | Salvaje (Produit par Nely)                                                   | Don Omar                    | 2:16 |
| 4.    | Machete (Produit par Monserrate et DJ Urba)                                  | Daddy Yankee                | 3:02 |
| 5.    | Agárrate (Produit par DJ Joe et DJ Fat)                                      | Trebol Clan (en)            | 2:57 |
| 6.    | Llégale (Produit par Luny Tunes et Nely)                                     | Divino (es)                 | 3:03 |
| 7.    | Mirándonos (Produit par Nely et Naldo)                                       | Zion y Hector "El Bambino"  | 3:15 |
| 8.    | La cuatrera (Produit par Nely et Nesty)                                      | Jomar                       | 2:14 |
| 9.    | Gata michu michu (Produit par Luny Tunes, Naldo et Nesty "La Mente Maestra") | Alexis y Fido               | 3:03 |
| 10.   | Vamos pa' la calle (Produit par Nely et Naldo)                               | Hector "El Bambino"         | 4:33 |
| 11.   | Malvada (Produit par Luny Tunes, Nely et Naldo)                              | Algarete y Jomar            | 2:23 |
| 12.   | Yo sigo aquí (Produit par Naldo, Nely et Santana)                            | Hector "El Bambino" y Naldo | 2:44 |
| 13.   | Contacto (Produit par Luny Tunes, Nely et Naldo)                             | Javiah                      | 3:25 |
| 14.   | Tú y yo (Produit par DJ Joe)                                                 | Trébol Clan                 | 3:22 |
| 15.   | Vámonos (Produit par Nely et Nesty)                                          | Angel Doze                  | 2:44 |
| 16.   | Pasan los días (Produit par DJ Giann et Santana)                             | Angel y Khriz               | 3:03 |
| 17.   | Tu cuerpo me está tentando (Produit par DJ Joe et DJ Fat)                    | Guayo Man y Ñengo Flow      | 3:16 |
| 49:25 |                                                                              |                             |      |